# 바흐티야르 아흐메도프
바흐티야르 샤하부트디노비치 아흐메도프(러시아어: Бахтия́р Шахабутди́нович Ахме́дов, 1987년 8월 5일~)는 러시아의 레슬링 선수이다. 2008년 하계 올림픽에서 남자 자유형 슈퍼헤비급 은메달을 획득했으나 금메달리스트인 아르투르 타이마조프의 메달 박탈로 인해 금메달리스트가 되었다.